# Walter Birch
Walter Birch (ur. 27 czerwca 1898 w Didsbury, zm. 18 grudnia 1965 w Bebington) – brytyjski bobsleista, uczestnik igrzysk olimpijskich.
Birch reprezentował Wielką Brytanię na II Zimowych Igrzyskach Olimpijskich w Sankt Moritz w 1928 roku. Wystartował tam w konkurencji męskich czwórek/piątek. Był członkiem załogi GREAT BRITAIN II, w skład której wchodzili także kapitan Henry Martineau, John Dalrymple, John Gee i Edward Hall. W pierwszym ze ślizgów druga z brytyjskich ekip zajęła szóste miejsce z czasie 1:41,7. Drugi ślizg poszedł jej gorzej – z czasem 1:44,5 zajęła dziesiąte miejsce. W klasyfikacji końcowej załoga zajęła dziewiąte miejsce z łącznym czasem 3:26,2.